# Liste des chevalements subsistants en France
Cette liste recense les 124 chevalements subsistants en France en 2021.
Les chevalements sont classés dans l’ordre alphabétique des régions, puis des départements, communes et enfin par les noms ou les numéros des puits.

## Liste
| Nom du puits                     | Région                     | Département        | Commune                           | Compagnie                                                  | Matériau extrait      | Matériau de construction | Date de construction | Protection(s)                                                    | Coordonnées                 | Illustration |
| -------------------------------- | -------------------------- | ------------------ | --------------------------------- | ---------------------------------------------------------- | --------------------- | ------------------------ | -------------------- | ---------------------------------------------------------------- | --------------------------- | ------------ |
| Puits Central                    | Auvergne-Rhône-Alpes       | Allier             | Noyant-d'Allier                   | Mines de Noyant                                            | Anthracite            | Béton                    | 1920                 |                                                                  | 46° 28′ 58″ N, 3° 07′ 45″ E |              |
| Puits Montredon                  | Auvergne-Rhône-Alpes       | Ardèche            | Largentière                       | Société Minière et Métallurgique de Penarroya              | Plomb, zinc et argent | Béton                    | 1964                 |                                                                  | 44° 32′ 28″ N, 4° 18′ 12″ E |              |
| Puits Armand                     | Auvergne-Rhône-Alpes       | Ardèche            | Prades                            | Compagnie Houillère de Prades et Nieigles                  | Anthracite            | Maçonnerie               | 1920                 | Inscrit MH (2010)                                                | 44° 37′ 59″ N, 4° 17′ 33″ E |              |
| Puits no 9                       | Auvergne-Rhône-Alpes       | Ardèche            | Saint-Priest                      |                                                            | Fer                   | Maçonnerie               | 1920                 | Inscrit MH (1995)                                                | 44° 43′ 15″ N, 4° 34′ 42″ E |              |
| Puits Sainte-Marie               | Auvergne-Rhône-Alpes       | Isère              | La Motte-d'Aveillans              | Houillères du Dauphiné                                     | Anthracite            | Métal                    |                      |                                                                  | 44° 57′ 39″ N, 5° 44′ 32″ E |              |
| Puits des Rioux                  | Auvergne-Rhône-Alpes       | Isère              | Prunières                         | Houillères du Dauphiné                                     | Anthracite            | Métal                    | 1946                 |                                                                  | 44° 53′ 46″ N, 5° 45′ 32″ E |              |
| Puits du Villaret                | Auvergne-Rhône-Alpes       | Isère              | Susville                          | Houillères du Dauphiné                                     | Anthracite            | Métal                    | 1948                 |                                                                  | 44° 55′ 28″ N, 5° 46′ 46″ E |              |
| Puits Combélibert                | Auvergne-Rhône-Alpes       | Loire              | Rive-de-Gier                      | Houillères de la Loire                                     | Houille               | Bois                     | XIXe siècle          | Inscrit MH (1995)                                                | 45° 31′ 25″ N, 4° 36′ 02″ E |              |
| Puits des Combes                 | Auvergne-Rhône-Alpes       | Loire              | La Ricamarie                      | Houillères de la Loire                                     | Houille               | Béton                    | 1950                 | Inscrit MH (2003)                                                | 45° 24′ 51″ N, 4° 21′ 50″ E |              |
| Puits Couriot                    | Auvergne-Rhône-Alpes       | Loire              | Saint-Étienne                     | Houillères de la Loire                                     | Houille               | Métal                    | 1914                 | Inscrit MH (2010), · Classé MH (2011)                            | 45° 26′ 19″ N, 4° 22′ 36″ E |              |
| Puits du Marais                  | Auvergne-Rhône-Alpes       | Loire              | Le Chambon-Feugerolles            | Houillères de la Loire                                     | Houille               | Métal                    | 1922                 |                                                                  | 45° 23′ 57″ N, 4° 20′ 40″ E |              |
| Puits des Graves                 | Auvergne-Rhône-Alpes       | Puy-de-Dôme        | Auzat-la-Combelle                 | Mines de Brassac                                           | Anthracite            | Métal                    |                      |                                                                  | 45° 26′ 17″ N, 3° 18′ 43″ E |              |
| Puits Bayard                     | Auvergne-Rhône-Alpes       | Puy-de-Dôme        | Brassac-les-Mines                 | Mines de Brassac                                           | Anthracite            | Métal                    |                      |                                                                  | 45° 25′ 35″ N, 3° 18′ 06″ E |              |
| Puits Saint-Louis                | Auvergne-Rhône-Alpes       | Puy-de-Dôme        | Messeix                           | Mines de Messeix                                           | Anthracite            | Métal                    | 1928                 |                                                                  | 45° 37′ 06″ N, 2° 33′ 32″ E |              |
| Puits Saint-Joseph               | Auvergne-Rhône-Alpes       | Puy-de-Dôme        | Saint-Éloy-les-Mines              | Mines de Saint-Éloy-les-Mines                              | Anthracite            | Métal                    |                      |                                                                  | 46° 09′ 48″ N, 2° 50′ 05″ E |              |
| Puits II                         | Auvergne-Rhône-Alpes       | Puy-de-Dôme        | Youx                              | Société des mines de la Bouble                             | Anthracite            | Métal                    | 1909                 |                                                                  | 46° 08′ 06″ N, 2° 49′ 07″ E |              |
| Puits de l'Espérance             | Auvergne-Rhône-Alpes       | Rhône              | Communay                          | Mines de Communay                                          | Anthracite            | Bois                     |                      |                                                                  | 45° 35′ 50″ N, 4° 49′ 50″ E |              |
| Puits Perret                     | Auvergne-Rhône-Alpes       | Rhône              | Saint-Pierre-la-Palud             |                                                            | Pyrite                | Métal                    | ~1900                | Inscrit MH (2010)                                                | 45° 47′ 46″ N, 4° 36′ 26″ E |              |
| Puits Nord                       | Auvergne-Rhône-Alpes       | Rhône              | Sourcieux-les-Mines               |                                                            | Pyrite                | Métal                    | ~1900                |                                                                  | 45° 47′ 54″ N, 4° 37′ 30″ E |              |
| Puits Sainte-Marie               | Bourgogne-Franche-Comté    | Haute-Saône        | Ronchamp                          | Houillères de Ronchamp                                     | Houille               | Béton                    | 1924                 | Inscrit MH (2001)                                                | 47° 42′ 10″ N, 6° 37′ 47″ E |              |
| Puits des Glénons                | Bourgogne-Franche-Comté    | Nièvre             | La Machine                        | Houillères de Decize                                       | Houille               | Métal                    |                      |                                                                  | 46° 53′ 11″ N, 3° 28′ 05″ E |              |
| Puits Saint-Claude               | Bourgogne-Franche-Comté    | Saône-et-Loire     | Blanzy                            | Houillères de Blanzy                                       | Houille               | Métal                    |                      |                                                                  | 46° 42′ 06″ N, 4° 22′ 58″ E |              |
| Puits Hottinguer                 | Bourgogne-Franche-Comté    | Saône-et-Loire     | Épinac                            | Houillères d'Épinac                                        | Houille               | Maçonnerie               | 1871                 | Inscrit MH (1992)                                                | 46° 59′ 01″ N, 4° 31′ 15″ E |              |
| Puits des Fourneaux              | Bourgogne-Franche-Comté    | Saône-et-Loire     | Saint-Léger-du-Bois               | Houillères d'Épinac                                        | Houille               | Maçonnerie               |                      |                                                                  | 47° 01′ 02″ N, 4° 27′ 32″ E |              |
| Puits Neuf                       | Bretagne                   | Ille-et-Vilaine    | Luitré                            | Mines de Montbelleux                                       | Tungstène             | Métal                    |                      |                                                                  | 48° 17′ 28″ N, 1° 10′ 24″ O |              |
| Puits 1                          | Bretagne                   | Côtes-d'Armor      | Maël-Carhaix                      | Ardoisières de Maël-Carhaix                                | Ardoise               | Métal                    |                      |                                                                  | à géolocaliser              |              |
| Puits 2                          | Bretagne                   | Côtes-d'Armor      | Maël-Carhaix                      | Ardoisières de Maël-Carhaix                                | Ardoise               | Métal                    |                      |                                                                  | à géolocaliser              |              |
| Puits 3                          | Bretagne                   | Côtes-d'Armor      | Maël-Carhaix                      | Ardoisières de Maël-Carhaix                                | Ardoise               | Métal                    |                      |                                                                  | à géolocaliser              |              |
| Puits 1/B                        | Centre-Val de Loire        | Indre              | Chaillac                          | Mine du Rossignol                                          | Barytine              | Métal                    |                      |                                                                  | 46° 25′ 16″ N, 1° 18′ 29″ E |              |
| Puits 2/G                        | Centre-Val de Loire        | Indre              | Chaillac                          | Mine du Rossignol                                          | Barytine              | Métal                    |                      |                                                                  | 46° 25′ 18″ N, 1° 18′ 28″ E |              |
| Puits Saint-Quentin              | Grand Est                  | Ardennes           | Rimogne                           | Ardoisières de Rimogne                                     | Ardoise               | Métal                    |                      |                                                                  | 49° 50′ 20″ N, 4° 32′ 16″ E |              |
| Puits Rodolphe 1                 | Grand Est                  | Haut-Rhin          | Pulversheim                       | Mines de potasse d'Alsace                                  | Potasse               | Métal                    | 1913                 |                                                                  | 47° 50′ 51″ N, 7° 16′ 54″ E |              |
| Puits Rodolphe 2                 | Grand Est                  | Haut-Rhin          | Pulversheim                       | Mines de potasse d'Alsace                                  | Potasse               | Béton                    | 1928                 |                                                                  | 47° 50′ 51″ N, 7° 16′ 58″ E |              |
| Puits Else                       | Grand Est                  | Haut-Rhin          | Wittelsheim                       | Mines de potasse d'Alsace                                  | Potasse               | Béton                    |                      |                                                                  | 47° 46′ 43″ N, 7° 13′ 52″ E |              |
| Puits Joseph                     | Grand Est                  | Haut-Rhin          | Wittelsheim                       | Mines de potasse d'Alsace                                  | Potasse               | Métal                    |                      |                                                                  | 47° 46′ 47″ N, 7° 13′ 43″ E |              |
| Puits Théodore                   | Grand Est                  | Haut-Rhin          | Wittelsheim                       | Mines de potasse d'Alsace                                  | Potasse               | Métal                    | 1958                 | Inscrit MH (1995)                                                | 47° 49′ 46″ N, 7° 19′ 38″ E |              |
| Puits Errouville 2               | Grand Est                  | Meurthe-et-Moselle | Crusnes                           | Mines d'Errouville                                         | Fer                   | Maçonnerie               |                      |                                                                  | 49° 25′ 45″ N, 5° 55′ 30″ E |              |
| Puits Saint-Laurent              | Grand Est                  | Meurthe-et-Moselle | Einville-au-Jard                  | Compagnie des Salines du Midi et des Salines de l’Est      | Sel                   | Métal                    |                      |                                                                  | 48° 39′ 19″ N, 6° 28′ 47″ E |              |
| Puits de Rosières                | Grand Est                  | Meurthe-et-Moselle | Varangéville                      | Compagnie des Salines du Midi et des Salines de l’Est      | Sel                   | Métal                    |                      |                                                                  | 48° 37′ 53″ N, 6° 19′ 59″ E |              |
| Puits Saint-Jean-Baptiste        | Grand Est                  | Meurthe-et-Moselle | Varangéville                      | Compagnie des Salines du Midi et des Salines de l’Est      | Sel                   | Métal                    |                      |                                                                  | 48° 38′ 14″ N, 6° 18′ 44″ E |              |
| Puits principal                  | Grand Est                  | Meuse              | Bure                              | Laboratoire de Bure                                        | Enfouissement         | Béton                    |                      |                                                                  | 48° 29′ 05″ N, 5° 21′ 17″ E |              |
| Puits d'aérage                   | Grand Est                  | Meuse              | Bure                              | Laboratoire de Bure                                        | Enfouissement         | Béton                    |                      |                                                                  | 48° 29′ 07″ N, 5° 21′ 21″ E |              |
| Puits de Bassompierre            | Grand Est                  | Moselle            | Aumetz                            | Mines Bassompierre                                         | Fer                   | Métal                    |                      | Inscrit MH                                                       | 49° 25′ 19″ N, 5° 56′ 59″ E |              |
| Puits Saint-Michel               | Grand Est                  | Moselle            | Audun-le-Tiche                    | Société Minière des Terres Rouges                          | Fer                   | Métal                    |                      |                                                                  | 49° 27′ 52″ N, 5° 57′ 31″ E |              |
| Puits Folschviller               | Grand Est                  | Moselle            | Folschviller                      | Houillères de Lorraine                                     | Houille               | Métal                    |                      |                                                                  | 49° 05′ 03″ N, 6° 40′ 26″ E |              |
| Puits Simon no 1                 | Grand Est                  | Moselle            | Forbach                           | Houillères de Lorraine                                     | Houille               | Métal                    |                      |                                                                  | 49° 12′ 08″ N, 6° 54′ 51″ E |              |
| Puits Simon no 2                 | Grand Est                  | Moselle            | Forbach                           | Houillères de Lorraine                                     | Houille               | Métal                    |                      |                                                                  | 49° 12′ 08″ N, 6° 54′ 47″ E |              |
| Puits Simon no 4                 | Grand Est                  | Moselle            | Forbach                           | Houillères de Lorraine                                     | Houille               | Métal                    |                      |                                                                  | 49° 12′ 51″ N, 6° 55′ 29″ E |              |
| Puits Cuvelette Nord             | Grand Est                  | Moselle            | Freyming-Merlebach                | Houillères de Lorraine                                     | Houille               | Métal                    |                      |                                                                  | 49° 08′ 57″ N, 6° 47′ 37″ E |              |
| Puits Cuvelette Sud              | Grand Est                  | Moselle            | Freyming-Merlebach                | Houillères de Lorraine                                     | Houille               | Béton                    |                      |                                                                  | 49° 08′ 55″ N, 6° 47′ 34″ E |              |
| Puits Vuillemin no 2             | Grand Est                  | Moselle            | Petite-Rosselle                   | Houillères de Lorraine                                     | Houille               | Métal                    |                      |                                                                  | 49° 12′ 14″ N, 6° 51′ 33″ E |              |
| Puits Wendel no 1                | Grand Est                  | Moselle            | Petite-Rosselle                   | Houillères de Lorraine                                     | Houille               | Métal                    |                      |                                                                  | 49° 12′ 13″ N, 6° 51′ 53″ E |              |
| Puits Wendel no 2                | Grand Est                  | Moselle            | Petite-Rosselle                   | Houillères de Lorraine                                     | Houille               | Métal                    |                      |                                                                  | 49° 12′ 14″ N, 6° 51′ 52″ E |              |
| Puits Wendel no 3                | Grand Est                  | Moselle            | Petite-Rosselle                   | Houillères de Lorraine                                     | Houille               | Métal                    |                      |                                                                  | 49° 12′ 17″ N, 6° 51′ 49″ E |              |
| Puits Saint-Charles no 2         | Grand Est                  | Moselle            | Petite-Rosselle                   | Houillères de Lorraine                                     | Houille               | Métal                    |                      |                                                                  | 49° 12′ 42″ N, 6° 51′ 11″ E |              |
| Puits Sainte-Fontaine            | Grand Est                  | Moselle            | Saint-Avold                       | Houillères de Lorraine                                     | Houille               | Métal                    |                      |                                                                  | 49° 09′ 23″ N, 6° 46′ 33″ E |              |
| Puits no 2                       | Hauts-de-France            | Nord               | Anhiers                           | Compagnie des mines de Flines Compagnie des mines d'Aniche | Houille               | Béton                    |                      | Inscrit MH (2010) · Patrimoine mondial (2012)                    | 50° 24′ 05″ N, 3° 09′ 36″ E |              |
| Puits Ledoux no 1                | Hauts-de-France            | Nord               | Condé-sur-l'Escaut                | Compagnie des mines d'Anzin                                | Houille               | Métal                    |                      | Inscrit MH (1992) · Patrimoine mondial (2012)                    | 50° 27′ 22″ N, 3° 37′ 10″ E |              |
| Puits du Sarteau no 2            | Hauts-de-France            | Nord               | Fresnes-sur-Escaut                | Compagnie des mines d'Anzin                                | Houille               | Maçonnerie               |                      | Classé MH (1999) · Patrimoine mondial (2012)                     | 50° 27′ 09″ N, 3° 33′ 22″ E |              |
| Puits Delloye no 1               | Hauts-de-France            | Nord               | Lewarde                           | Compagnie des mines d'Aniche                               | Houille               | Métal                    |                      | Classé MH (2010) · Patrimoine mondial (2012)                     | 50° 19′ 54″ N, 3° 10′ 21″ E |              |
| Puits Delloye no 2               | Hauts-de-France            | Nord               | Lewarde                           | Compagnie des mines d'Aniche                               | Houille               | Métal                    |                      | Classé MH (2010) · Patrimoine mondial (2012)                     | 50° 19′ 56″ N, 3° 10′ 21″ E |              |
| Puits Sabatier no 2              | Hauts-de-France            | Nord               | Raismes                           | Compagnie des mines d'Anzin                                | Houille               | Métal                    |                      | Inscrit MH (2009, 2010) · Patrimoine mondial (2012)              | 50° 24′ 20″ N, 3° 30′ 02″ E |              |
| Puits no 9                       | Hauts-de-France            | Nord               | Roost-Warendin                    | Compagnie des mines de l'Escarpelle                        | Houille               | Métal                    |                      | Inscrit MH (2009) · Patrimoine mondial (2012)                    | 50° 24′ 42″ N, 3° 06′ 12″ E |              |
| Puits Pouille                    | Hauts-de-France            | Nord               | Saint-Saulve                      | Carrière                                                   | Craie                 | Métal                    |                      |                                                                  | 50° 21′ 44″ N, 3° 33′ 26″ E |              |
| Puits Dutemple no 2              | Hauts-de-France            | Nord               | Valenciennes                      | Compagnie des mines d'Anzin                                | Houille               | Béton                    |                      | Inscrit MH (1992) · Patrimoine mondial (2012)                    | 50° 21′ 41″ N, 3° 28′ 49″ E |              |
| Puits Arenberg no 1              | Hauts-de-France            | Nord               | Wallers                           | Compagnie des mines d'Anzin                                | Houille               | Métal                    |                      | Inscrit MH (2009) · Classé MH (2010) · Patrimoine mondial (2012) | 50° 23′ 05″ N, 3° 25′ 31″ E |              |
| Puits Arenberg no 2              | Hauts-de-France            | Nord               | Wallers                           | Compagnie des mines d'Anzin                                | Houille               | Métal                    |                      | Inscrit MH (2009) · Classé MH (2010) · Patrimoine mondial (2012) | 50° 23′ 07″ N, 3° 25′ 29″ E |              |
| Puits Arenberg no 3              | Hauts-de-France            | Nord               | Wallers                           | Compagnie des mines d'Anzin                                | Houille               | Métal                    |                      | Inscrit MH (2009) · Classé MH (2010) · Patrimoine mondial (2012) | 50° 23′ 02″ N, 3° 25′ 31″ E |              |
| Puits no 13 bis / Félix Bollaert | Hauts-de-France            | Pas-de-Calais      | Bénifontaine                      | Compagnie des mines de Lens                                | Houille               | Béton                    |                      | Inscrit MH (2009) · Patrimoine mondial (2012)                    | 50° 28′ 43″ N, 2° 49′ 17″ E |              |
| Puits no 5                       | Hauts-de-France            | Pas-de-Calais      | Billy-Berclau                     | Compagnie des mines de Meurchin                            | Houille               | Métal                    |                      | Inscrit MH (2011) · Patrimoine mondial (2012)                    | 50° 30′ 34″ N, 2° 51′ 02″ E |              |
| Puits no 8 / Émile Cornuault     | Hauts-de-France            | Pas-de-Calais      | Évin-Malmaison                    | Compagnie des mines d'Anzin                                | Houille               | Métal                    |                      | Inscrit MH (2009) · Patrimoine mondial (2012)                    | 50° 26′ 17″ N, 3° 01′ 17″ E |              |
| Puits Alfred Descamps            | Hauts-de-France            | Pas-de-Calais      | Haisnes                           | Compagnie des mines de Lens                                | Houille               | Métal                    |                      | Inscrit MH (2004) · Patrimoine mondial (2012)                    | 50° 30′ 45″ N, 2° 48′ 14″ E |              |
| Puits no 3 bis / Amé Tilloy      | Hauts-de-France            | Pas-de-Calais      | Liévin                            | Compagnie des mines de Lens                                | Houille               | Métal                    |                      | Inscrit MH (1992) · Patrimoine mondial (2012)                    | 50° 25′ 35″ N, 2° 46′ 47″ E |              |
| Puits no 1 bis                   | Hauts-de-France            | Pas-de-Calais      | Liévin                            | Compagnie des mines de Liévin                              | Houille               | Métal                    |                      | Inscrit MH (2009) · Patrimoine mondial (2012)                    | 50° 25′ 22″ N, 2° 46′ 30″ E |              |
| Puits no 11 Pierre Destombes     | Hauts-de-France            | Pas-de-Calais      | Loos-en-Gohelle                   | Compagnie des mines de Lens                                | Houille               | Métal                    |                      | Classé MH (2009) · Patrimoine mondial (2012)                     | 50° 26′ 36″ N, 2° 47′ 19″ E |              |
| Puits no 19 Pierre Destombes     | Hauts-de-France            | Pas-de-Calais      | Loos-en-Gohelle                   | Compagnie des mines de Lens                                | Houille               | Béton                    |                      | Classé MH (2009) · Patrimoine mondial (2012)                     | 50° 26′ 37″ N, 2° 47′ 22″ E |              |
| Puits Émile Rainbeaux            | Hauts-de-France            | Pas-de-Calais      | Marles-les-Mines                  | Compagnie des mines de Marles                              | Houille               | Métal                    |                      | Inscrit MH (1992) · Patrimoine mondial (2012)                    | 50° 30′ 13″ N, 2° 30′ 24″ E |              |
| Puits no 9 Declercq-Crombez      | Hauts-de-France            | Pas-de-Calais      | Oignies                           | Compagnie des mines de Marles                              | Houille               | Métal                    |                      | Inscrit MH (1992) · Classé MH (1994) · Patrimoine mondial (2012) | 50° 30′ 13″ N, 2° 30′ 24″ E |              |
| Puits no 9 bis Declercq-Crombez  | Hauts-de-France            | Pas-de-Calais      | Oignies                           | Compagnie des mines de Marles                              | Houille               | Métal                    |                      | Inscrit MH (1992) · Classé MH (1994) · Patrimoine mondial (2012) | 50° 30′ 13″ N, 2° 30′ 24″ E |              |
| Puits de Glaise                  | Île-de-France              | Seine-et-Marne     | Rouilly                           | Briqueterie                                                | Glaise                | Métal                    |                      |                                                                  | 48° 35′ 00″ N, 3° 17′ 32″ E |              |
| Puits d'Aisy                     | Normandie                  | Calvados           | Soumont-Saint-Quentin             | Mines de Soumont                                           | Fer                   | Béton                    |                      |                                                                  | 48° 59′ 25″ N, 0° 15′ 48″ O |              |
| Puits no 1 bis                   | Normandie                  | Orne               | Saint-Clair-de-Halouze            | Mine de Saint-Clair-de-Halouze                             | Fer                   | Métal                    |                      |                                                                  | 48° 41′ 14″ N, 0° 36′ 35″ O |              |
| Puits Castan                     | Occitanie                  | Aude               | Villanière                        | Mine d'or de Salsigne                                      | Or                    | Métal                    |                      |                                                                  | 43° 20′ 21″ N, 2° 21′ 41″ E |              |
| Puits de Lacaze                  | Occitanie                  | Aveyron            | Decazeville                       | Houillères de Midi-Pyrénées                                | Houille               | Métal                    |                      |                                                                  | 44° 33′ 08″ N, 2° 15′ 48″ E |              |
| Puits Sainte-Barbe               | Occitanie                  | Aveyron            | Palmas d'Aveyron                  | Houillères de Cruéjouls                                    | Houille               | Bois                     |                      |                                                                  | 44° 27′ 30″ N, 2° 53′ 23″ E |              |
| Mine témoin                      | Occitanie                  | Gard               | Alès                              | Houillères des Cévennes                                    | Houille               | Métal                    |                      |                                                                  | 44° 07′ 59″ N, 4° 04′ 02″ E |              |
| Puits Ricard                     | Occitanie                  | Gard               | La Grand-Combe                    | Houillères des Cévennes                                    | Houille               | Béton + métal            |                      |                                                                  | 44° 13′ 16″ N, 4° 02′ 05″ E |              |
| Puits de la Trouche              | Occitanie                  | Gard               | La Grand-Combe                    | Houillères des Cévennes                                    | Houille               | Maçonnerie               |                      |                                                                  | 44° 13′ 51″ N, 4° 00′ 55″ E |              |
| Puits Berry                      | Occitanie                  | Gard               | Saint-Jean-de-Maruéjols-et-Avéjan | Société des mines d'asphaltes du centre                    | Asphalte              | Métal                    |                      |                                                                  | 44° 16′ 18″ N, 4° 17′ 57″ E |              |
| Puits Goldney                    | Occitanie                  | Gard               | Saint-Jean-de-Maruéjols-et-Avéjan | Société des mines d'asphaltes du centre                    | Asphalte              | Métal                    |                      |                                                                  | 44° 16′ 03″ N, 4° 17′ 48″ E |              |
| Puits Saint-Germain              | Occitanie                  | Gard               | Saint-Jean-du-Pin                 | Houillères des Cévennes                                    | Houille               | Maçonnerie               |                      |                                                                  | 44° 07′ 15″ N, 4° 03′ 26″ E |              |
| Puits Fontanès                   | Occitanie                  | Gard               | Saint-Martin-de-Valgalgues        | Houillères des Cévennes                                    | Houille               | Métal                    |                      |                                                                  | 44° 08′ 52″ N, 4° 04′ 18″ E |              |
| Mine de Babio                    | Occitanie                  | Hérault            | La Caunette                       | Concession                                                 | Lignite               | Béton                    |                      |                                                                  | 43° 21′ 25″ N, 2° 48′ 08″ E |              |
| Puits Durand                     | Occitanie                  | Hérault            | Camplong                          | Houillères de Graissessac                                  | Houille               | Métal                    |                      |                                                                  | 43° 40′ 48″ N, 3° 06′ 44″ E |              |
| Puits no 2                       | Occitanie                  | Hérault            | Villeveyrac                       | Houillères de Graissessac                                  | Bauxite               | Métal                    |                      |                                                                  | 43° 30′ 41″ N, 3° 37′ 10″ E |              |
| Puits no 2                       | Occitanie                  | Tarn               | Blaye-les-Mines                   | Compagnie minière de Carmaux                               | Houille               | Métal                    |                      |                                                                  | 44° 02′ 00″ N, 2° 09′ 31″ E |              |
| Puits de Campgrand no 2          | Occitanie                  | Tarn               | Cagnac-les-Mines                  | Société des mines d'Albi                                   | Houille               | Métal                    |                      |                                                                  | 43° 59′ 32″ N, 2° 08′ 01″ E |              |
| Puits des Malécots               | Pays de la Loire           | Maine-et-Loire     | Chaudefonds-sur-Layon             | Concession de Layon et Loire                               | Houille               | Bois                     |                      |                                                                  | 47° 20′ 31″ N, 0° 42′ 14″ O |              |
| Puits de la Forêt                | Pays de la Loire           | Maine-et-Loire     | Ombrée d'Anjou                    | Ardoisières de Bel-Air                                     | Ardoise               | Métal                    |                      |                                                                  | 47° 43′ 09″ N, 0° 58′ 45″ O |              |
| Puits no 3                       | Pays de la Loire           | Maine-et-Loire     | Erdre-en-Anjou                    | Ardoisières de La Pouëze                                   | Ardoise               | Bois                     |                      |                                                                  | 47° 33′ 24″ N, 0° 47′ 58″ O |              |
| Puits de la Tranchée             | Pays de la Loire           | Maine-et-Loire     | Mauges-sur-Loire                  | Concession de Montjean                                     | Houille               | Maçonnerie               |                      | Inscrit MH (2004)                                                | 47° 23′ 15″ N, 0° 51′ 08″ O |              |
| Puits no 6                       | Pays de la Loire           | Maine-et-Loire     | Segré-en-Anjou Bleu               | Ardoisières de Misengrain                                  | Ardoise               | Métal                    |                      |                                                                  | 47° 42′ 59″ N, 0° 57′ 58″ O |              |
| Puits no 7                       | Pays de la Loire           | Maine-et-Loire     | Segré-en-Anjou Bleu               | Ardoisières de Misengrain                                  | Ardoise               | Métal                    |                      |                                                                  | 47° 42′ 58″ N, 0° 58′ 21″ O |              |
| Puits Bois II                    | Pays de la Loire           | Maine-et-Loire     | Segré-en-Anjou Bleu               | Société des Mines de Fer de Segré                          | Fer                   | Béton                    |                      |                                                                  | 47° 42′ 12″ N, 0° 55′ 53″ O |              |
| Puits Bois III                   | Pays de la Loire           | Maine-et-Loire     | Segré-en-Anjou Bleu               | Société des Mines de Fer de Segré                          | Fer                   | Métal                    |                      |                                                                  | 47° 42′ 16″ N, 0° 55′ 53″ O |              |
| Puits de l'Oudon                 | Pays de la Loire           | Maine-et-Loire     | Segré-en-Anjou Bleu               | Société des Mines de Fer de Segré                          | Fer                   | Métal                    |                      |                                                                  | 47° 41′ 02″ N, 0° 51′ 31″ O |              |
| Puits no 3 de Monthibert         | Pays de la Loire           | Maine-et-Loire     | Trélazé                           | Ardoisières de Trélazé                                     | Ardoise               | Métal                    |                      |                                                                  | 47° 26′ 37″ N, 0° 28′ 26″ O |              |
| Puits no 6 de l'Ermitage         | Pays de la Loire           | Maine-et-Loire     | Trélazé                           | Ardoisières de Trélazé                                     | Ardoise               | Métal                    |                      |                                                                  | 47° 26′ 55″ N, 0° 28′ 46″ O |              |
| Puits no 7 de Monthibert         | Pays de la Loire           | Maine-et-Loire     | Trélazé                           | Ardoisières de Trélazé                                     | Ardoise               | Métal                    |                      |                                                                  | 47° 26′ 33″ N, 0° 28′ 19″ O |              |
| Puits no 8 bis de l'Ermitage     | Pays de la Loire           | Maine-et-Loire     | Trélazé                           | Ardoisières de Trélazé                                     | Ardoise               | Métal                    |                      |                                                                  | 47° 26′ 44″ N, 0° 28′ 51″ O |              |
| Puits no 25 des Fresnais         | Pays de la Loire           | Maine-et-Loire     | Trélazé                           | Ardoisières de Trélazé                                     | Ardoise               | Métal                    |                      |                                                                  | 47° 27′ 06″ N, 0° 29′ 48″ O |              |
| Puits no 26 des Fresnais         | Pays de la Loire           | Maine-et-Loire     | Trélazé                           | Ardoisières de Trélazé                                     | Ardoise               | Métal                    |                      |                                                                  | 47° 27′ 06″ N, 0° 29′ 42″ O |              |
| Puits de Grand-Maison            | Pays de la Loire           | Maine-et-Loire     | Trélazé                           | Ardoisières de Trélazé                                     | Ardoise               | Métal                    |                      |                                                                  | 47° 26′ 49″ N, 0° 28′ 14″ O |              |
| Puits de Champ-Robert            | Pays de la Loire           | Maine-et-Loire     | Trélazé                           | Ardoisières de Trélazé                                     | Ardoise               | Métal                    |                      |                                                                  | 47° 27′ 34″ N, 0° 30′ 12″ O |              |
| Puits de Laubinière              | Pays de la Loire           | Mayenne            | Renazé                            | Ardoisières de Renazé                                      | Ardoise               | Métal                    |                      |                                                                  | 47° 47′ 50″ N, 1° 03′ 13″ O |              |
| Puits de Longchamps              | Pays de la Loire           | Mayenne            | Renazé                            | Ardoisières de Renazé                                      | Ardoise               | Métal                    |                      |                                                                  | 47° 47′ 40″ N, 1° 02′ 26″ O |              |
| Puits Saint-Aignan no 2          | Pays de la Loire           | Mayenne            | Renazé                            | Ardoisières de Renazé                                      | Ardoise               | Métal                    |                      |                                                                  | 47° 47′ 56″ N, 1° 03′ 33″ O |              |
| Puits Sain-Michel                | Pays de la Loire           | Vendée             | Saint-Maurice-des-Noues           | Houillères de Faymoreau                                    | Houille               | Béton                    |                      |                                                                  | 46° 34′ 36″ N, 0° 42′ 26″ O |              |
| Puits Yvon Morandat              | Provence-Alpes-Côte d'Azur | Bouches-du-Rhône   | Gardanne                          | Houillères de Provence                                     | Lignite               | Béton                    |                      |                                                                  | 43° 27′ 07″ N, 5° 26′ 54″ E |              |
| Puits Z                          | Provence-Alpes-Côte d'Azur | Bouches-du-Rhône   | Gardanne                          | Houillères de Provence                                     | Lignite               | Métal                    |                      |                                                                  | 43° 28′ 02″ N, 5° 28′ 26″ E |              |
| Puits Hély d'Oissel              | Provence-Alpes-Côte d'Azur | Bouches-du-Rhône   | Gréasque                          | Houillères de Provence                                     | Lignite               | Béton                    |                      |                                                                  | 43° 26′ 00″ N, 5° 32′ 01″ E |              |
| Puits Gérard                     | Provence-Alpes-Côte d'Azur | Bouches-du-Rhône   | Mimet                             | Houillères de Provence                                     | Lignite               | Béton                    |                      |                                                                  | 43° 25′ 44″ N, 5° 28′ 09″ E |              |
| Puits de Bauxite                 | Provence-Alpes-Côte d'Azur | Var                | Ollières                          | Union des Bauxites                                         | Bauxite               | Métal                    |                      |                                                                  | 43° 29′ 45″ N, 5° 50′ 06″ E |              |
| Puits d'Ocres                    | Provence-Alpes-Côte d'Azur | Vaucluse           | Gargas                            |                                                            | Ocre                  | Métal                    |                      |                                                                  | 43° 54′ 27″ N, 5° 21′ 26″ E |              |

## Statistiques
- La commune comptant le plus de chevalements en France est Trélazé avec huit chevalements.

| Région                     | Nombre |
| -------------------------- | ------ |
| Auvergne-Rhône-Alpes       | 19     |
| Bourgogne-Franche-Comté    | 5      |
| Bretagne                   | 4      |
| Centre-Val de Loire        | 2      |
| Grand Est                  | 26     |
| Hauts-de-France            | 23     |
| Île-de-France              | 1      |
| Normandie                  | 2      |
| Nouvelle-Aquitaine         | 0      |
| Occitanie                  | 15     |
| Pays de la Loire           | 21     |
| Provence-Alpes-Côte d'Azur | 6      |
| Total                      | 124    |

| Région     | Nombre |
| ---------- | ------ |
| Métal      | 89     |
| Béton      | 21     |
| Maçonnerie | 9      |
| Bois       | 5      |
| Total      | 124    |

### Source
- Inventaire - France, exxplore.fr
- Patrimoine Industriel Minier en France, patrimoine-minier.fr